# Paul Signac
Pour les articles homonymes, voir Signac.
Paul Signac, né le 11 novembre 1863 à Paris et mort le 15 août 1935 dans la même ville, est un peintre paysagiste français, proche du mouvement libertaire, qui donna naissance au pointillisme, avec le peintre Seurat. Il a aussi mis au point la technique du divisionnisme. Cofondateur avec Seurat de la Société des artistes indépendants dont il fut président, il est ami avec Victor Dupont, peintre fauve et vice-président du Salon.

## Biographie

### Découverte de l'impressionnisme
Paul Signac naît à Paris en 1863 dans une famille prospère de marchands selliers  installés à Asnières (aujourd'hui Asnières-sur-Seine). En 1879, âgé de 16 ans, il visite la quatrième exposition impressionniste où il remarque Caillebotte, Mary Cassatt, Degas, Monet et Pissarro ; il commence même à peindre, mais Gauguin le met à la porte de l'exposition avec ces mots : « On ne copie pas ici, monsieur. » En mars 1880, il perd son père. Esprit anticonformiste, Signac est adoré de sa mère qui veut faire de lui un architecte ; mais lui décide de quitter le lycée à la rentrée d'octobre 1880 pour se consacrer à une vie de peintre. Elle respecte ses choix. Il visite la cinquième exposition impressionniste, et admire Édouard Manet au Salon. La même année, il peint à Montmartre et loue un atelier.
Il commence à peindre en 1880 à Montmartre (atelier d'Émile Bin [1825-1897], où il rencontre le père Tanguy), dans l'atelier de la rue Constance et se perfectionne seul sous l'influence des impressionnistes. La même année il rencontre Berthe Roblès (1862-1942), une cousine éloignée de Pissarro. Il l'épousera douze ans plus tard,.

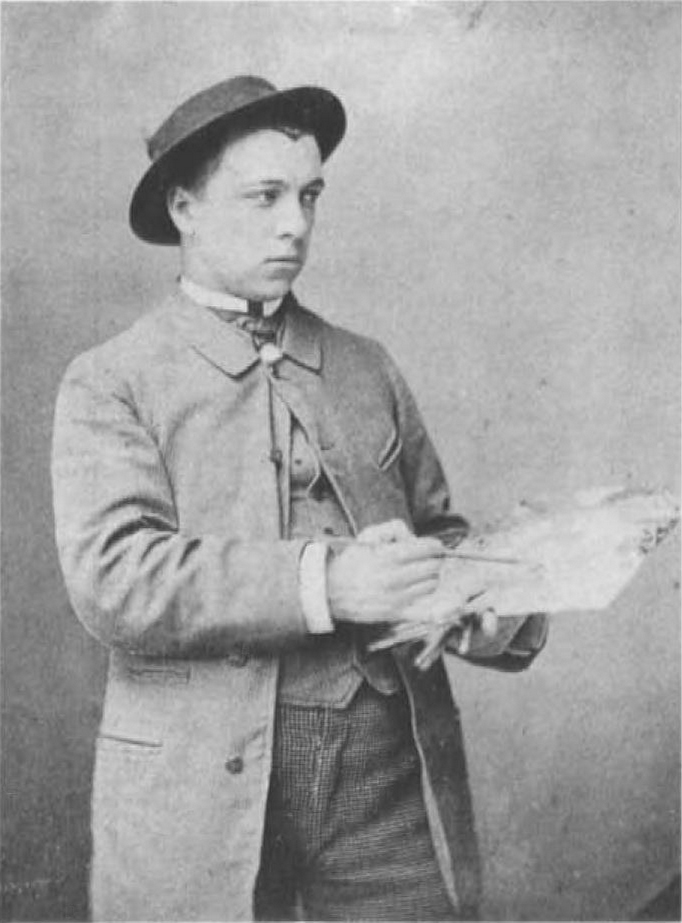
Paul Signac vers 1883.

Il se lie d'amitié avec les écrivains symbolistes, demande des conseils à Monet qui accepte de le rencontrer et dont il restera l'ami jusqu'à la mort du maître. Le jeune Signac participe au premier Salon des Indépendants en 1884 avec deux toiles : Le Soleil au pont d'Austerlitz et L'Hirondelle au Pont-Royal ; il participe aussi à la fondation de la Société des artistes indépendants. Il rencontre Georges Seurat qui expose Une baignade en 1884 à Asnières. Une constante de sa vie est le besoin d'évasion.

### Le théoricien du néo-impressionnisme

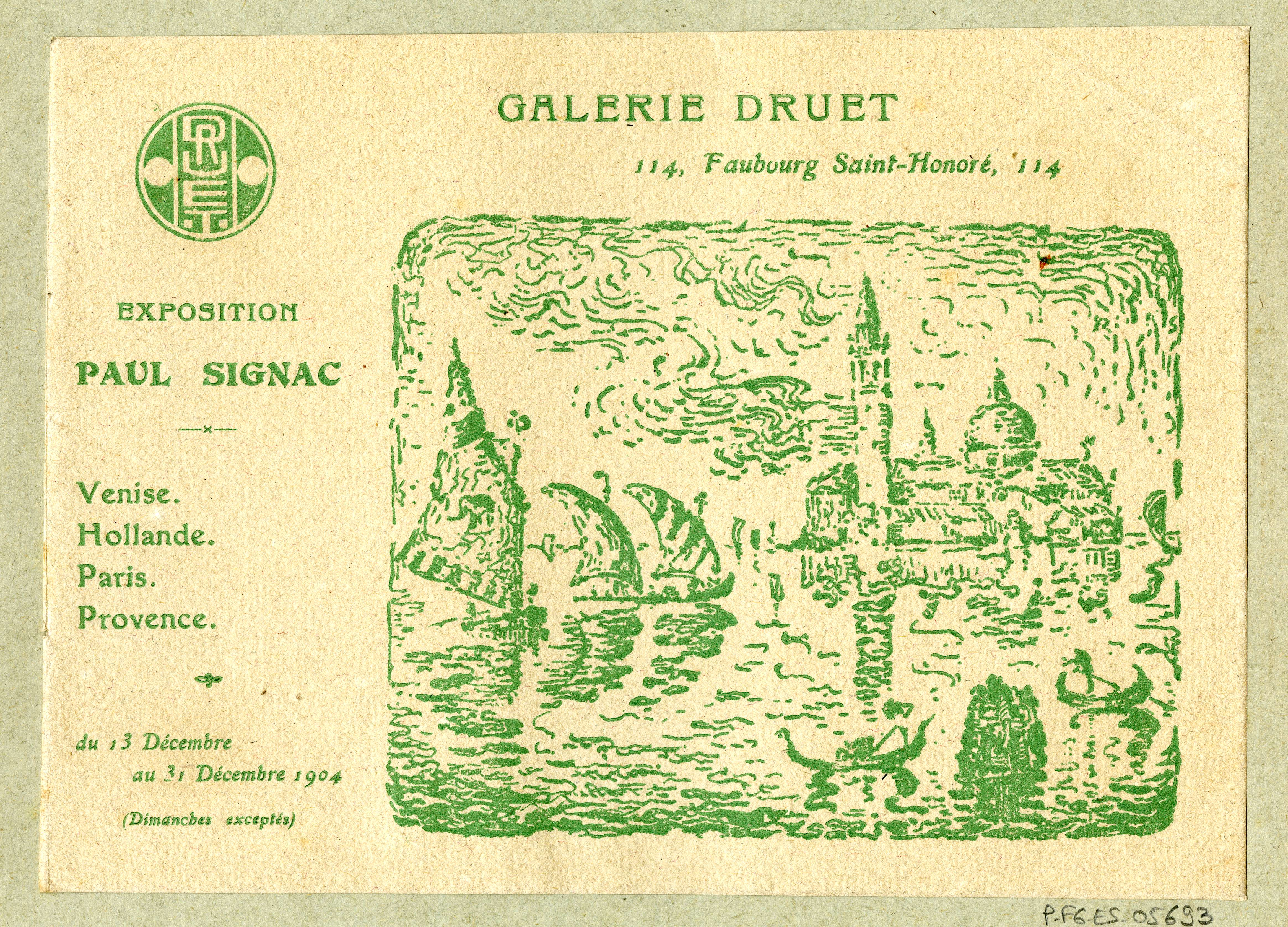
Exposition consacrée à Paul Signac à la galerie Druet, 1904. Bibliothèque municipale de Nancy.

Signac travaille avec Seurat et Pissarro, avec qui il va former le groupe des « impressionnistes dits scientifiques ». Il se convertit très vite à la pratique de la division scientifique du ton. La technique empirique du pointillisme consiste à diviser les tons en de toutes petites taches de couleurs pures, serrées les unes contre les autres, afin que l’œil du spectateur, en les recomposant, perçoive une unité de ton. Signac et les néo-impressionnistes pensent que cette division des tons assure d'abord tous les bénéfices de la coloration : le mélange optique des pigments uniquement purs permet de retrouver toutes les teintes du prisme et tous leurs tons. La séparation des divers éléments (couleur locale, couleur d'éclairage et leurs réactions) est aussi assurée, ainsi que l'équilibre de ces éléments et leur proportion, selon les lois du contraste, de la dégradation et de l'irisation. Enfin, le peintre devra choisir une touche proportionnée à la dimension du tableau. En 1885, son intérêt pour « la science de la couleur » le pousse à se rendre aux Gobelins où il assiste à des expériences sur la réflexion de la lumière blanche.
Il fait son premier tableau divisionniste en 1886. Par comparaison avec Seurat, Signac construit le tableau de façon plus spontanée, intuitive, et sa couleur est plus lumineuse. Il sympathise avec le symbolisme littéraire, surtout en Belgique. Il en retient plusieurs éléments, notamment l’idée d’une harmonie à mi-chemin du paradis perdu de l’âge d’or et de l’utopie sociale et l’ambition d’un art total. Il partage les vues d'Hector Guimard. Il loge dès la création vers 1897 dans l'un des ateliers du Castel Béranger construit par ce dernier, rue La Fontaine. En 1886, il participe à la huitième exposition impressionniste, la dernière, à l'invitation de Berthe Morisot. L'année suivante, il se lie d'amitié avec Vincent Van Gogh et ensemble ils peignent sur les berges de la banlieue parisienne.
Au cours des années 1890, après un voyage en Italie et un séjour à Cassis puis à Saint-Briac en Bretagne, il devient le chef de file du néo-impressionnisme : apôtre enthousiaste du mouvement, il se livre à une véritable campagne de prosélytisme pour lui gagner de nouveaux adeptes.
Le mouvement néo-impressionniste est remis en cause à la mort de Seurat en 1891, Signac tente donc de le légitimer avec son ouvrage De Delacroix au néo-impressionnisme, publié en 1899. La publication du Journal de Delacroix entre 1883 et 1895 a également beaucoup influencé Signac puisqu’il décide de faire son propre journal en 1894, qu'il ouvre avec une réflexion sur les relations entre Delacroix et le néo-impressionnisme. Signac légitime donc les néo-impressionnistes en les plaçant comme héritiers de Delacroix dont le talent n’est pas remis en doute, décrit comme le père des coloristes.
En 1894, il s'essaye à la grande peinture décorative, surtout pour un immense tableau — depuis 1938, propriété de la mairie de Montreuil —, Au temps d'harmonie. Néanmoins, s’il est vrai que Signac a de bonnes relations personnelles avec les nabis, notamment Bonnard, il ne partage pas du tout leurs vues esthétiques, et n’adhère pas au credo religieux de Maurice Denis. Il se veut personnalité impartiale, au-dessus des écoles, ami des uns et des autres, souple et convivial, et devient président de la Société des artistes indépendants en 1908.
Les impressionnistes sont ainsi les intermédiaires entre Delacroix et les néo-impressionnistes pour le progrès de l'art qui consiste pour Signac à faire une œuvre la plus colorée et la plus lumineuse possible. De Delacroix aux néo-impressionnistes est un manifeste considéré dans un premier temps comme une source fiable puisque Signac avait été un des plus proches amis de Seurat, avant d’être remis en cause notamment par William Homer. Selon lui, l’ouvrage de Signac est trop simplifié, et il souligne le fait qu’entre le début du néo-impressionnisme (1886), et la date de publication, (1899), ses idées auraient évolué et ne seraient plus fidèles à Seurat. Signac aurait également voulu se donner le rôle de cofondateur du mouvement alors qu’il aurait été relégué au second plan du vivant de Seurat. En effet, dans son ouvrage, Signac minimise paradoxalement l'importance des théories scientifiques, mais cela est pour répondre à la critique d'être trop dogmatique. Il insiste sur le fait que la science n’est qu’un outil au service de l’artiste et qu’elle ne limite en rien sa créativité. Ces techniques sont faciles, et peuvent s’apprendre selon lui dès l'école primaire.
Les néo-impressionnistes influencent la génération suivante : Signac inspire notamment Henri Matisse et André Derain, jouant ainsi un rôle décisif dans l'évolution du fauvisme. Au Salon des Indépendants de 1905, Henri Matisse expose la première peinture fauve Luxe, Calme et Volupté. La composition aux couleurs vives a été peinte en 1904 après un été passé à travailler à Saint-Tropez sur la Côte d'Azur aux côtés des peintres néo-impressionnistes Henri-Edmond Cross et Paul Signac. La peinture est l'œuvre la plus importante de la période néo-impressionniste de Matisse dans laquelle il a utilisé la technique divisionniste préconisée par Signac, que Matisse avait adoptée en 1898 après avoir lu l'essai de ce dernier, D'Eugène Delacroix au Néo-Impressionnisme. En tant que président de la Société des Artistes Indépendants, de 1908 jusqu'à sa mort, Signac encourage les jeunes artistes en exposant les œuvres controversées des Fauves et des Cubistes. Signac fut le premier mécène à acheter un tableau de Matisse, ainsi c’est lui qui achète Luxe, Calme et Volupté.

### Signac l'anarchiste
Dès 1888, il est attiré par les idées anarchistes. En 1891, lors du salon des indépendants, il présente un portrait de son ami Félix Fénéon avec qui il partage son engagement anarchiste ; le portrait fait sensation. Il se lie d'amitié avec Jean Grave et collabore aux Temps nouveaux, à partir de 1896, à qui il fait don de quelques-unes de ses œuvres aux tombolas organisées pour aider financièrement le journal. En 1902, il donne des dessins pour Guerre-Militarisme, préfacé par Grave et illustré également par Maximilien Luce et Théophile Alexandre Steinlen. Il collabore également à l'Almanach du Père Peinard (1894-1899), d'Émile Pouget. Dans une perspective plus ou moins socialisante, il peint Le Démolisseur en 1897. En 1914, Signac demeuré fidèle à ses conceptions internationalistes est très affecté par le ralliement de beaucoup d'anarchistes à l’union sacrée, en particulier par la signature de Jean Grave au Manifeste des Seize.

### Saint-Tropez
En 1892, il découvre Saint-Tropez, où il achètera cinq ans plus tard la villa La Hune, et organise les expositions posthumes de Seurat à Bruxelles et à Paris. 
Les Signac quittent Paris pour Saint-Tropez où ils reçoivent dans leur villa leurs amis artistes néo-impressionnistes, Matisse ou Maurice Denis. Il est passionné par la mer et possède un petit yacht avec lequel il navigue le long des différentes côtes françaises.
Par la suite, il engage son talent sur des paysages sans personnage, avec une palette de plus en plus libre et une grande passion des couleurs (recréer la nature). Parmi les toiles : Portrait de Félix Fénéon, Le Grand-Père, Le Petit Déjeuner à la salle à manger, Femmes au puits, des paysages de Bretagne et de Normandie, des toiles méditerranéennes (Vue de Collioure, Venise, la voile jaune).

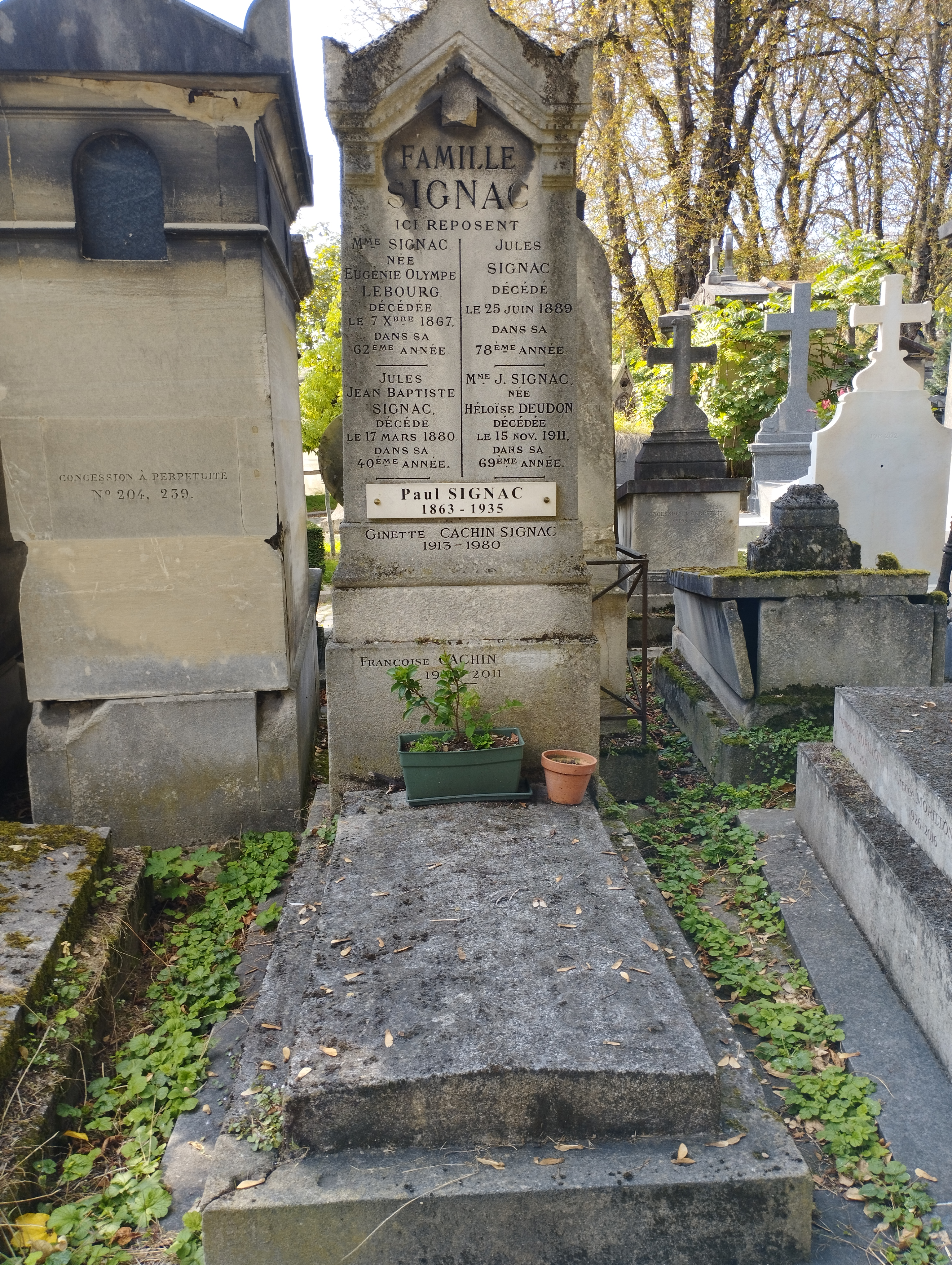
Tombe de Paul Signac au cimetière du Père-Lachaise (division 67).

Il est nommé peintre officiel de la Marine en 1915. À partir de 1913, il se sépare de Berthe et séjourne régulièrement à Antibes avec sa seconde épouse, Jeanne Selmersheim-Desgrange, peintre elle aussi. En 1915 leur naît une fille, Ginette. Cette période est troublée pour Signac, car il vit très douloureusement la Première Guerre mondiale.

### Après la guerre
En 1929, il initie une série d’aquarelles des ports de France, avec le soutien de son mécène Gaston Lévy, co-créateur des magasins Monoprix. Ce projet l’amène à visiter une centaine de ports à bord d'une Citroën C4 et s'achève en 1931. Il peint deux aquarelles dans chaque port : une pour lui et une pour son mécène, soit près de 200 peintures au total.
En 1930, il loue une maison de pêcheur à Barfleur, dans la rue Saint-Nicolas.
Il meurt en 1935, à l'âge de 71 ans, d'une longue maladie. Il repose au cimetière du Père-Lachaise (division 67).

## Œuvres

### Peintures
- L'Échafaudage du Sacré-Cœur, 1882.
- Moulin à Montmartre , musée Carnavalet à Paris.
- Port-en-Bessin (1883-1883), huile sur toile (collection particulière, propriété de Marcel Koch, ancien directeur de la Documentation Française). La toile confisquée par les nazis, en 1940, devrait être restituée en 2014, par son actuel détenteur, l'Orchestre philharmonique de Vienne, aux héritiers de Marcel Koch[14],[15].
- Rue de la Station. Asnières (1884), huile sur toile, collection privée[16].
- Le Déjeuner (1885-1886) (111,8 × 186 cm), huile sur toile, musée Kröller-Müller, Otterlo (Pays-Bas).
- Les Modistes (1885-1886).
- Les Andelys. La berge (1886), musée d'Orsay, Paris. (« Le tableau sur le site du musée d'Orsay »).
- Les Andelys. Les lavandières (1886), National Gallery, Londres. (« Le tableau sur le site de la National Gallery »).
- Femme lisant (1887), huile sur bois, musée d'Orsay, Paris.
- Château de Comblat (1887), musée d'Art moderne et d'Art contemporain de Liège.
- Herblay. Coucher de soleil. Opus 206 (1889), huile sur toile, Kelvingrove Art Gallery and Museum, Glasgow. (« Le tableau sur le site du musée »).
- Herblay. Bords de rivière, la Seine à Herblay (1889), huile sur toile, Musée d'Orsay, Paris. (« Le tableau sur le site du musée »).
- Portrait de Félix Fénéon (1890), huile sur toile, Museum of Modern Art, New York.
- Concarneau. Calme du soir (allegro maestoso), opus 220 (1891), huile sur toile, Metropolitan Museum of Art, New York. (« Le tableau sur le site du musée »).
- Concarneau. Pêche à la sardine, opus 221 (adagio) (1891), huile sur toile, Museum of Modern Art, New York. (« Le tableau sur le site du musée »).
- Femmes au puits (1892), musée d'Orsay, Paris.
- Le Combattant (1893) (12,3 × 20,3 cm).
- La Bouée rouge (1895), musée d'Orsay, Paris (81 × 65 cm).
- Saint-Tropez. L'orage (1895), musée de l'Annonciade, Saint-Tropez.
- Le Clocher de Saint-Tropez (1896), Fondation Bemberg, Toulouse
- Arbres (amandiers) en fleurs (1896), Fondation Bemberg, Toulouse
- Le démolisseur (1897).
- Capo di Noli (1898) huile sur toile 93,5 × 75 cm[17], musée Wallraff-Richartz, Cologne.
- Le Château des Papes à Avignon (1900) (73,5 × 92,5 cm), musée d'Orsay, Paris.
- Le Port de Saint-Tropez (1901-1902) pointillisme au Museum of Westen Art à Tokyo.
- La Voile verte (1904), musée d'Orsay, Paris.
- La Calanque (1906), musée des beaux-arts, Bruxelles (legs d'Anna Boch).
- Le Sentier des douanes (1905), Musée de Grenoble.
- Notre-Dame-de-la-Garde (1906), au Metropolitan Museum of Art.
- Le Port de Marseille (1906-1907), musée de l'Ermitage, Saint-Pétersbourg (ancienne collection Morozov)
- Le Port de Rotterdam (1907), Musée Boijmans Van Beuningen, Rotterdam.
- Le Phare d'Antibes (1909), huile sur toile, musée des beaux-arts de Nantes.
- Antibes, le soir (1914), huile sur toile (73 × 62 cm), musée d'Art moderne, Strasbourg, France.
- Sallanches, le Mont-Blanc (1914), dessin à la mine de plomb (collection particulière, vendu 17 000 € à Brest en juillet 2012[18]).
- Le Port de La Rochelle (1915), Musée des Beaux-Arts de Nancy.
- Le Pont des Arts (1925).

Voir aussi le paragraphe Collections publiques ci-dessous.

### Dessins et aquarelles

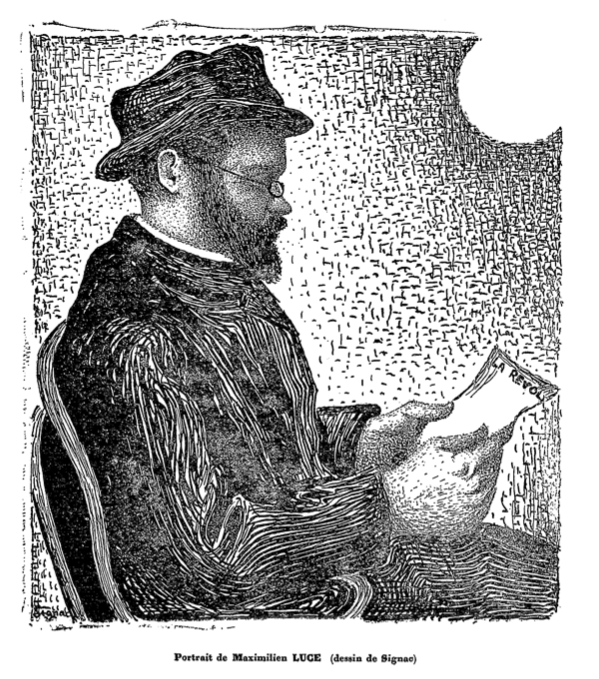
Paul Signac, Maximilien Luce lisant « La Révolte » (1891).

Pour ses aquarelles, la palette de Signac était composée des couleurs suivantes et dans cet ordre de succession : d'abord les jaunes (cadmium pâle, clair, foncé et orangé), puis les rouges (vermillon, garance rose dorée, garance rose et garance foncée), le violet de cobalt, les bleus (outremer, cobalt, cæruleum) et enfin les verts (vert Véronèse, émeraude, vert de Prusse, vert de Hooker). Il variait également ses teintes en ajoutant une pointe de blanc de Chine, qui donne « des blancs laiteux, des roses nacrés, des mauves d'une finesse exquise ». Ses aquarelles représentent souvent des paysages et scènes extérieures aux bords des fleuves ou sur des bords de mer. De très nombreux musées du monde entier en sont les détenteurs et des expositions sont régulièrement organisées mettant en valeur sa grande maîtrise technique. 
- Concarneau (1925), aquarelle et fusain, musée de l'Abbaye, Saint-Claude.
- Le Vieux Port de Marseille (1931), crayon et aquarelle, musée Albert-André, Bagnols-sur-Cèze.
- Paysage corse (Ajaccio) (1935), crayon et aquarelle, musée Albert-André, Bagnols-sur-Cèze.
- Le Phare de Gatteville (Barfleur) (vers 1930-1935), aquarelle, collection privée.

### Galerie

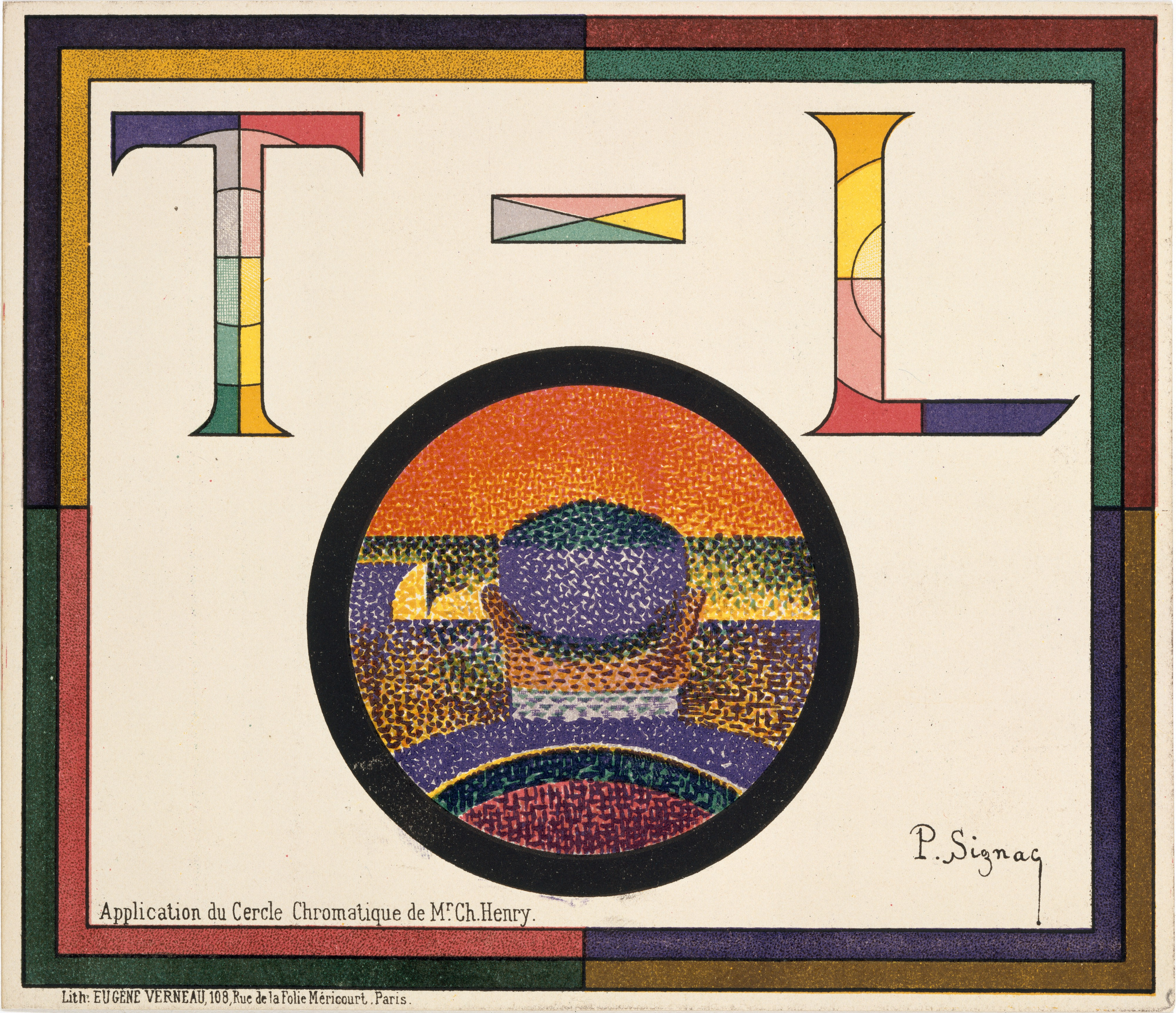
Application du cercle chromatique de M. Charles Henry, lithographie (1888), musée d'art du comté de Los Angeles.
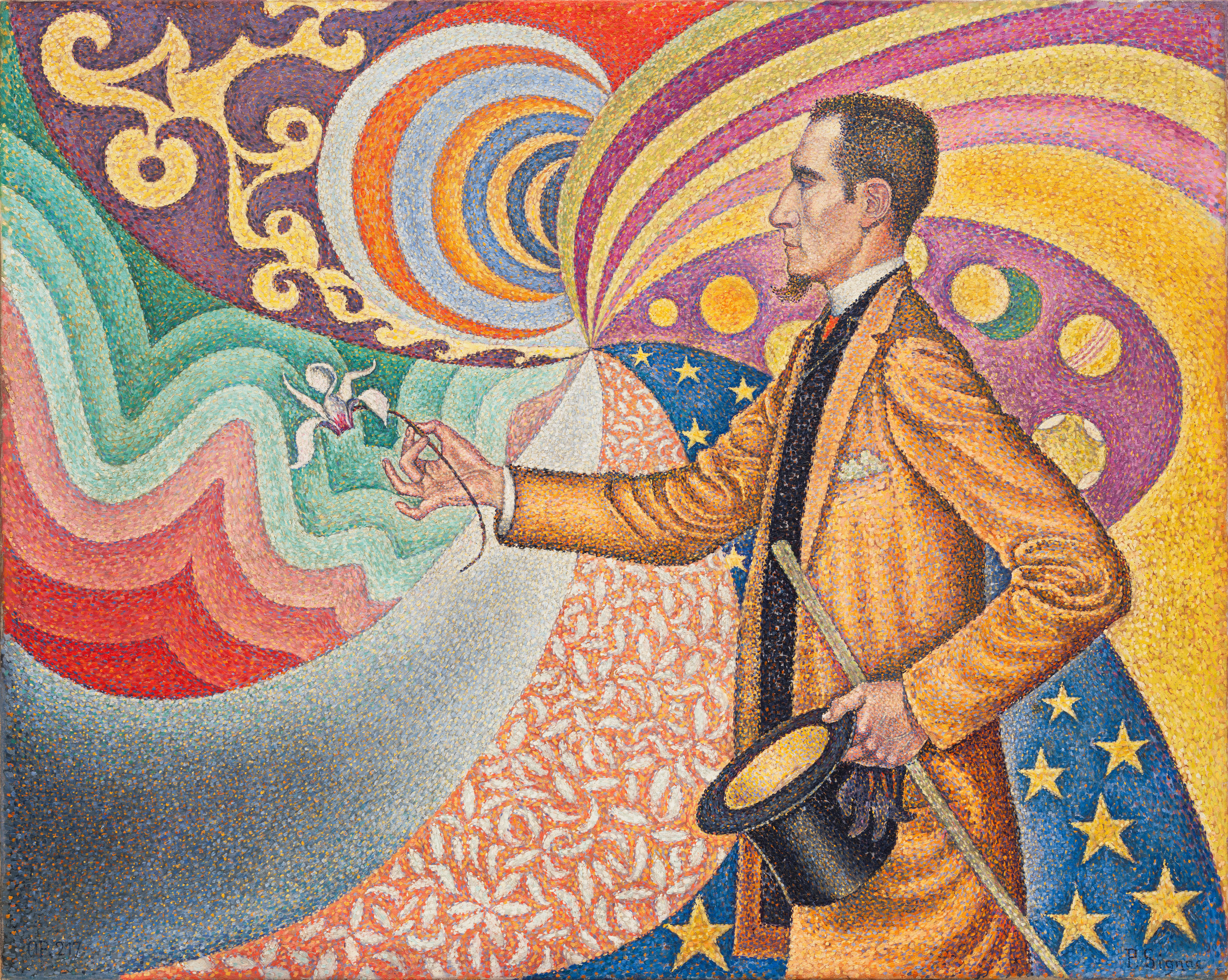
Portrait de Félix Fénéon, huile sur toile (1890), Museum of Modern Art (New York).
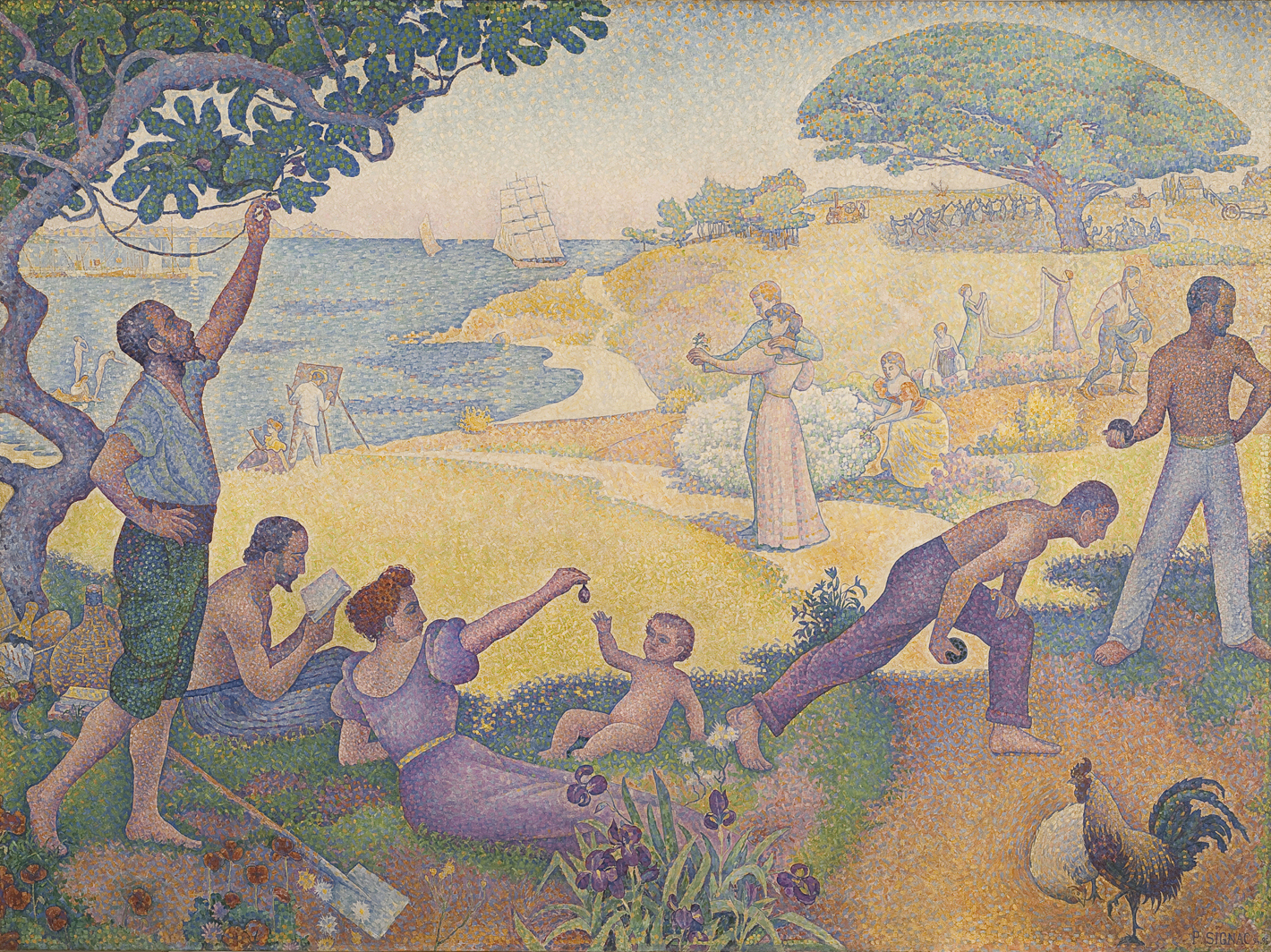
Au temps d'harmonie. L'âge d'or n'est pas dans le passé, il est dans l'avenir (1893-1895), huile sur toile (310 × 410 cm), mairie de Montreuil.
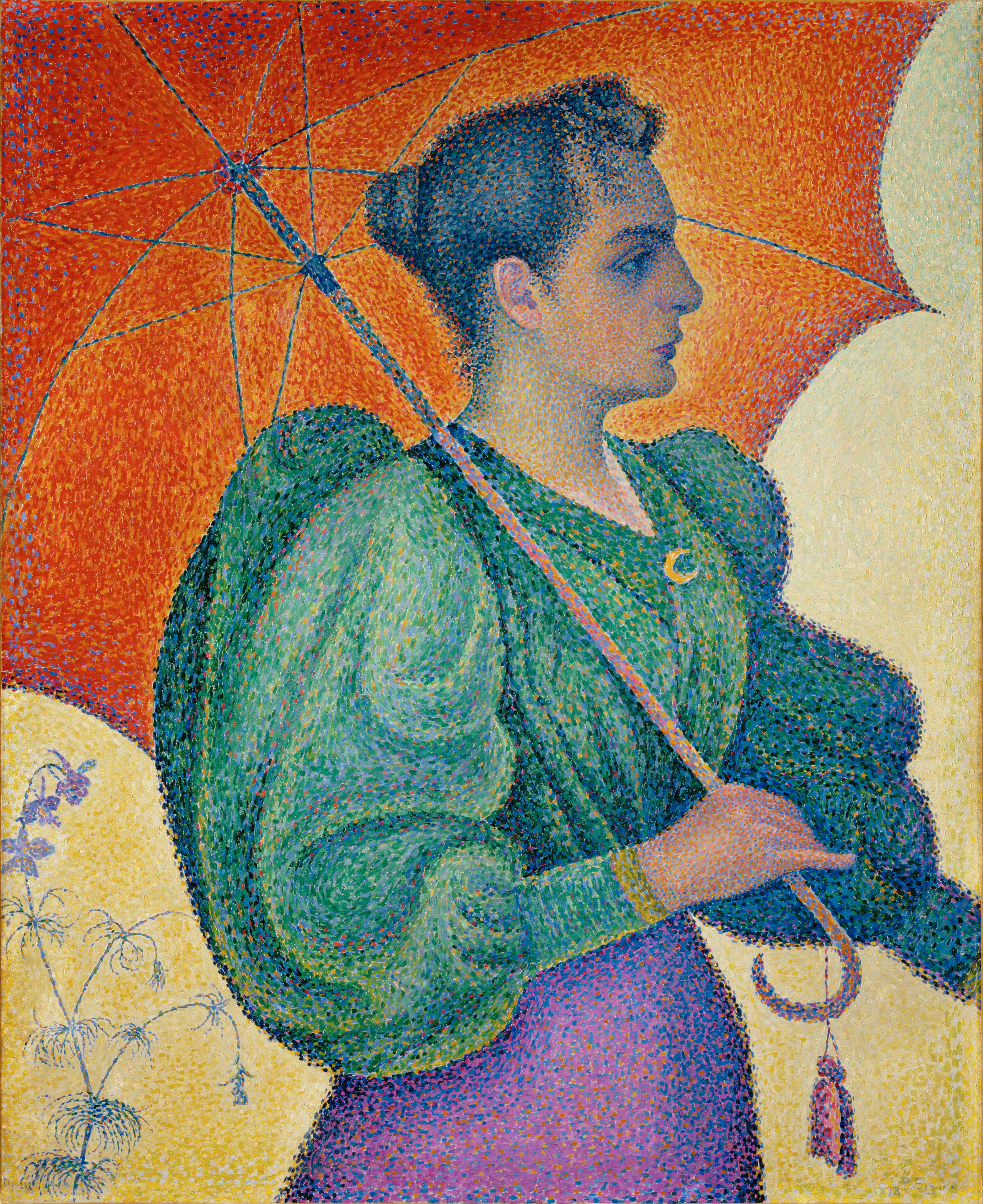
Femme à l'ombrelle (1893), huile sur toile (81 × 65 cm), musée d'Orsay (Paris).
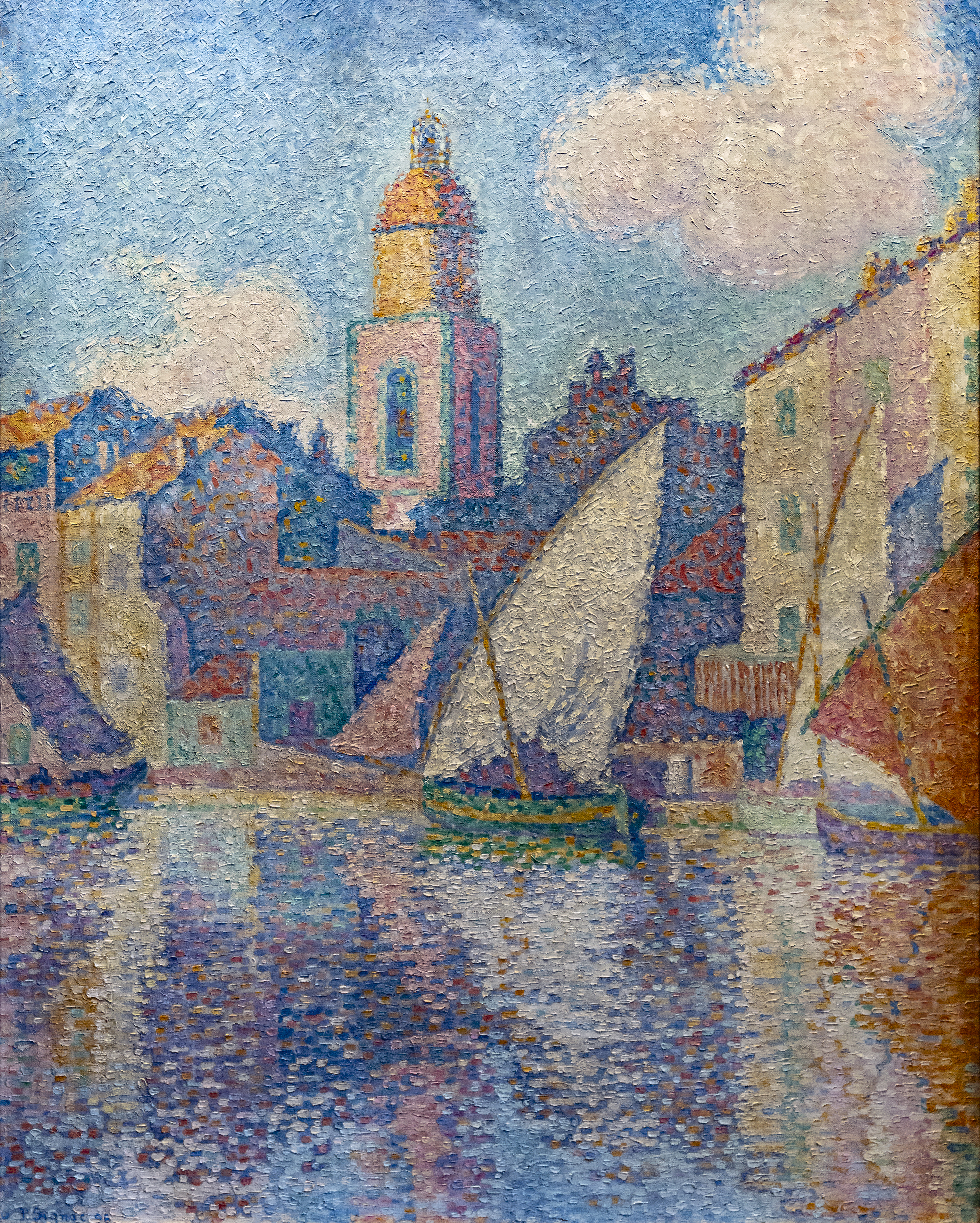
Le Clocher de Saint-Tropez (1896), huile sur toile (82 × 64 cm), Fondation Bemberg (Toulouse).
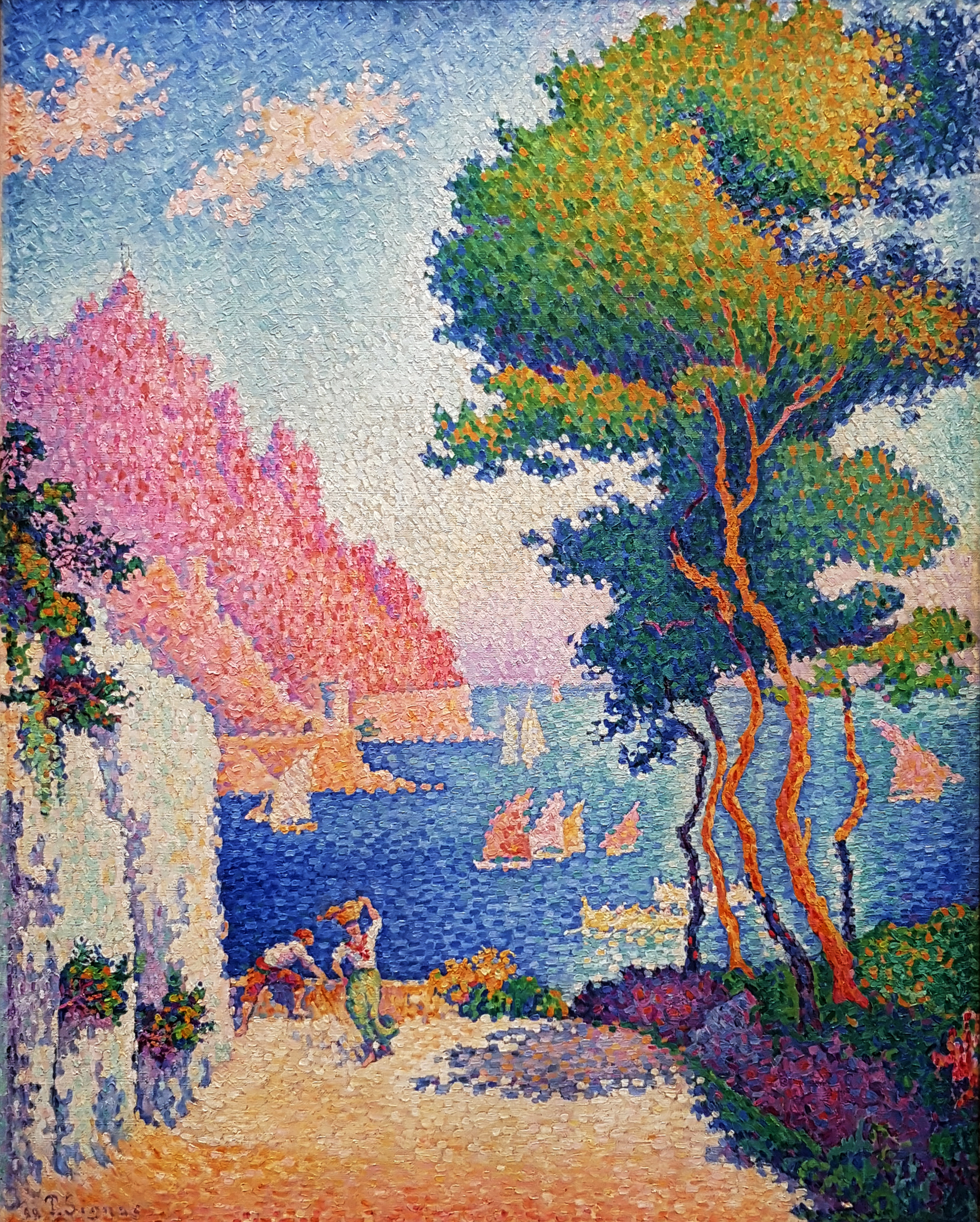
Capo di Noli, 1898
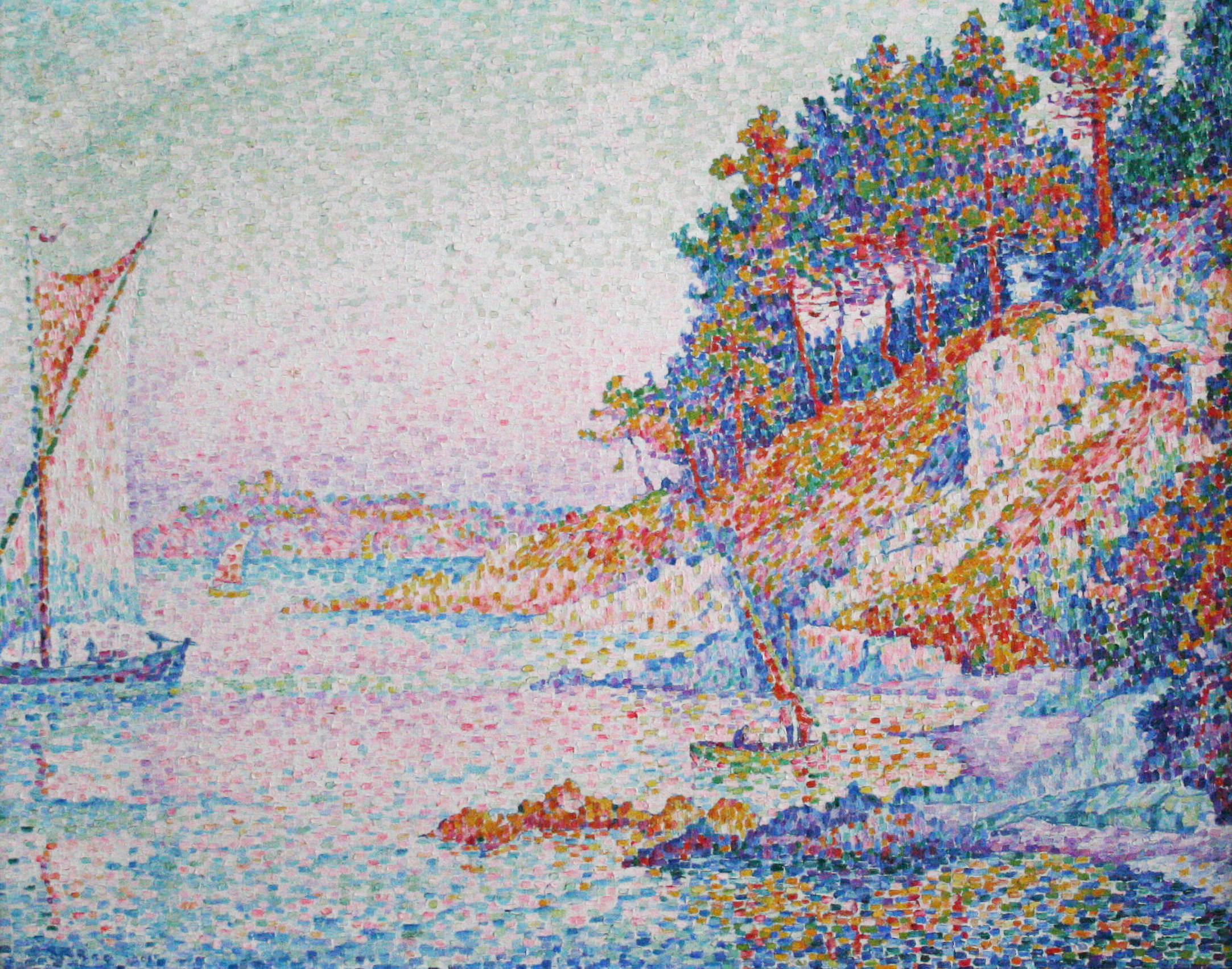
La Calanque (1906), musées royaux des beaux-arts de Belgique (Bruxelles).
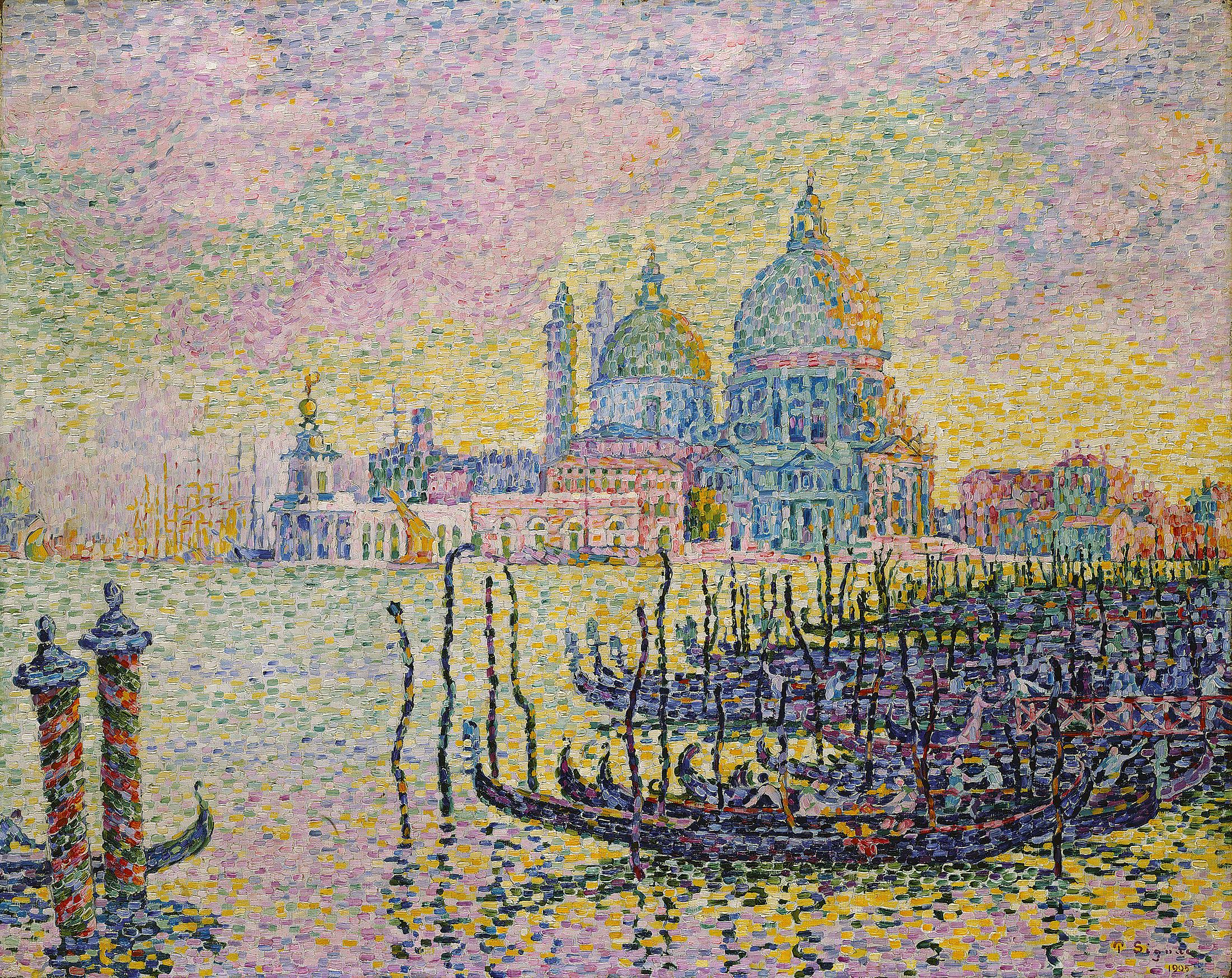
Le Grand Canal à Venise (1905), huile sur toile (73,5 × 92,1 cm), musée d'art de Toledo.
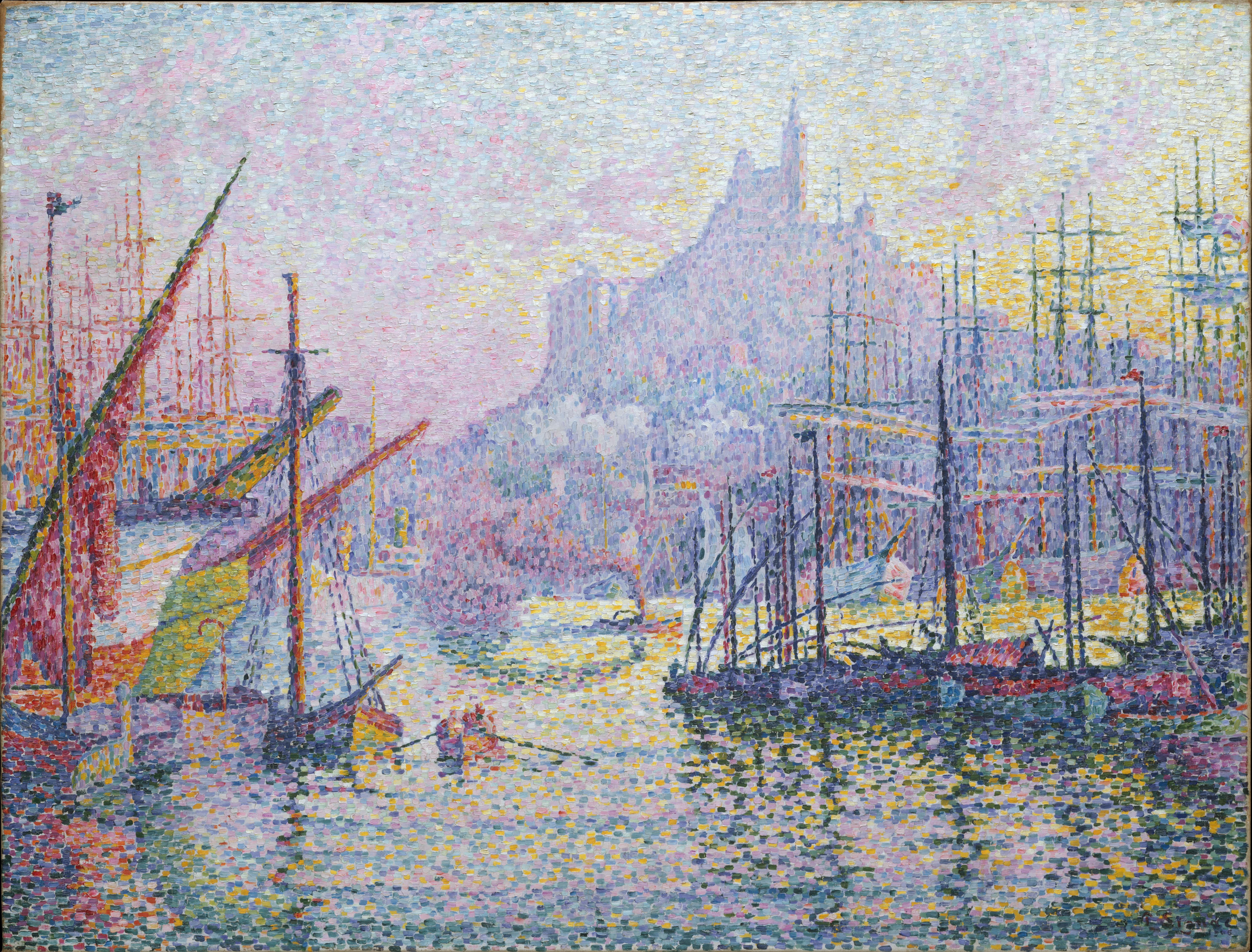
Notre-Dame-de-La-Garde (1906), au Metropolitan Museum of Art.
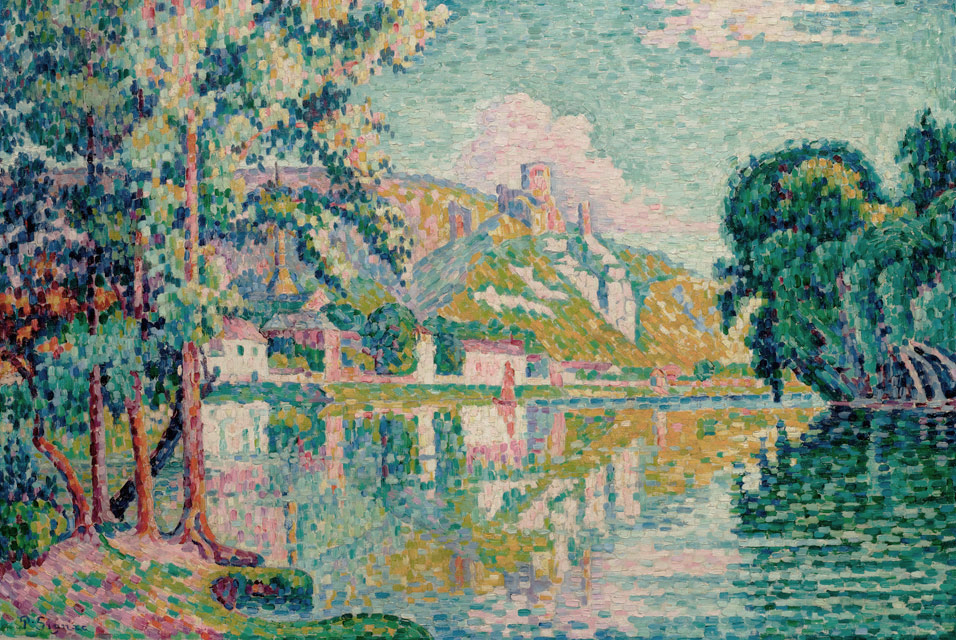
Les Andelys, Château Gaillard, huile sur toile (1921), collection privée.
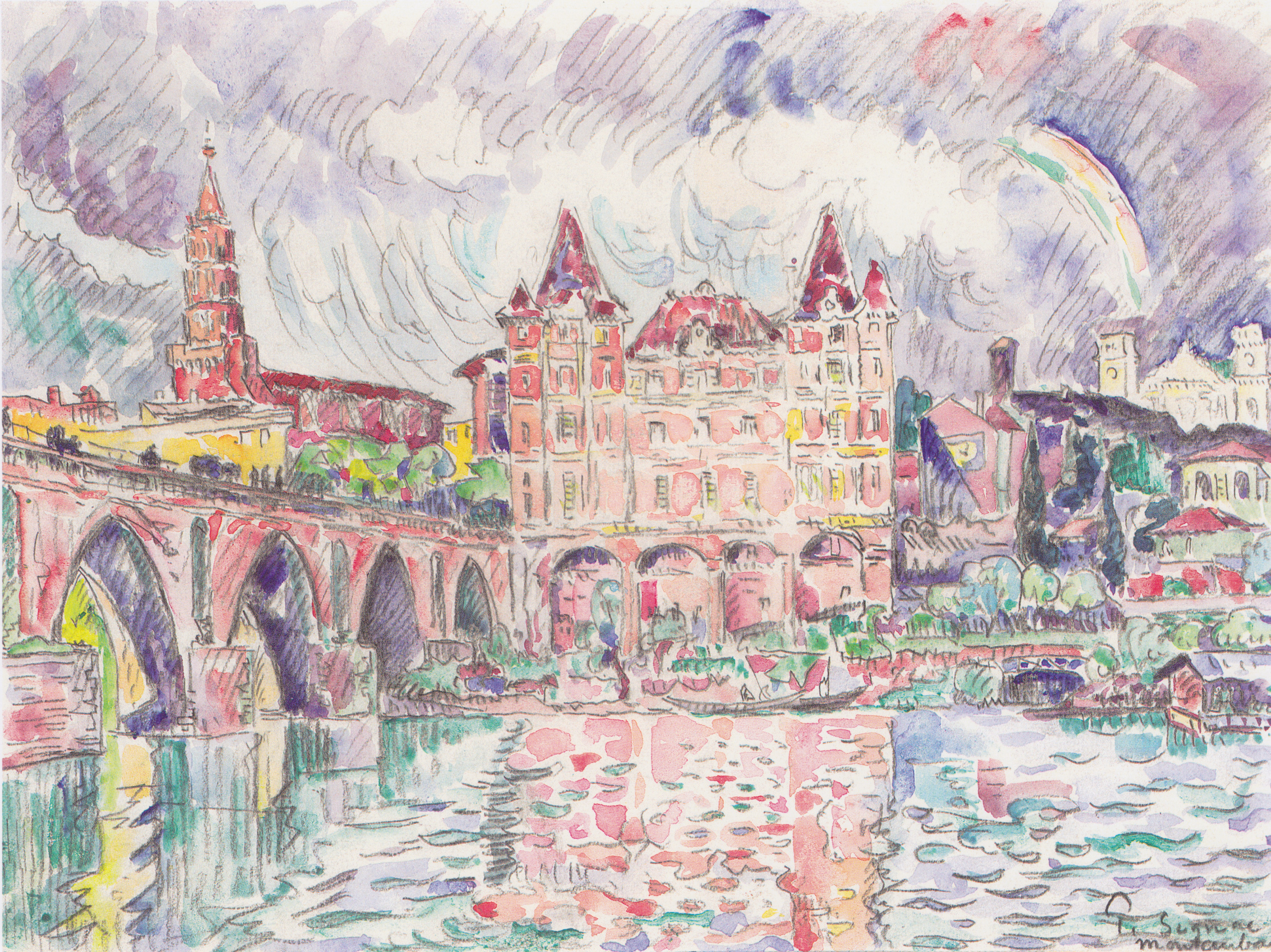
Vue de Montauban sous la pluie, aquarelle (vers 1922), musée Albertina, Vienne.
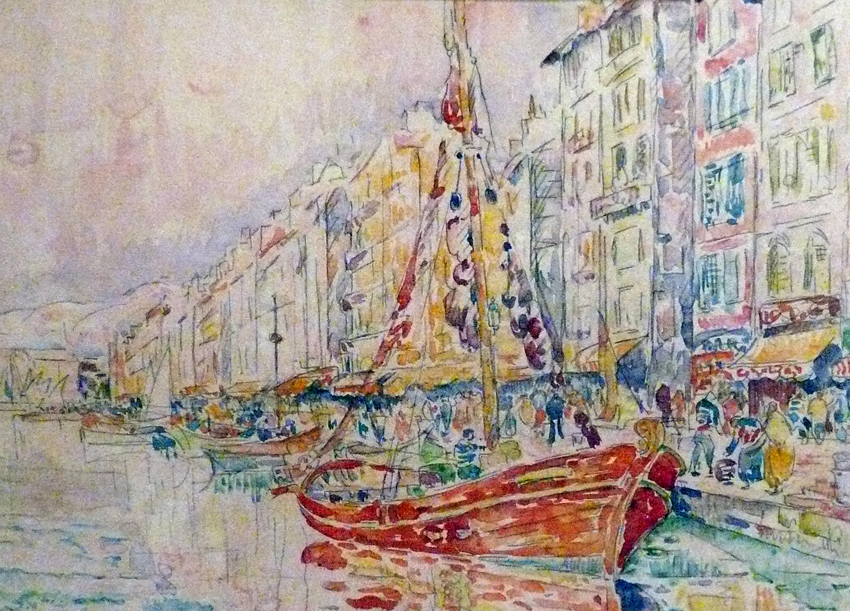
Le Vieux Port de Marseille (1931), crayon et aquarelle, musée Albert-André, Bagnols-sur-Cèze.
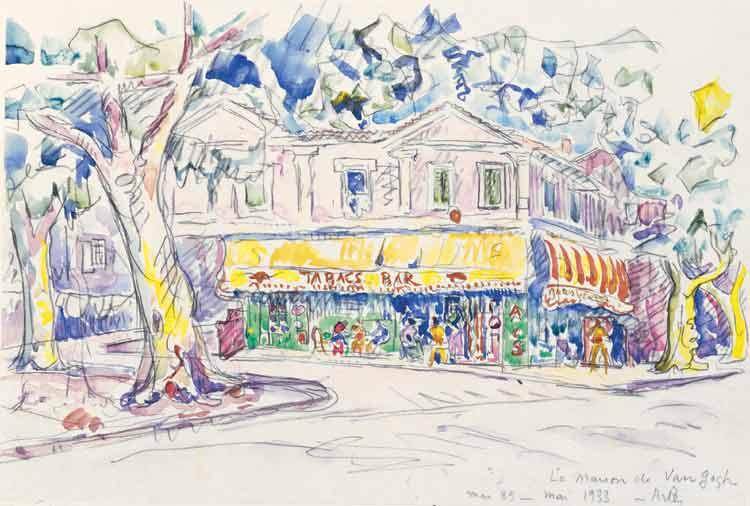
Arles, la « maison jaune », où résida van Gogh en 1888-1889, aquarelle (1933).
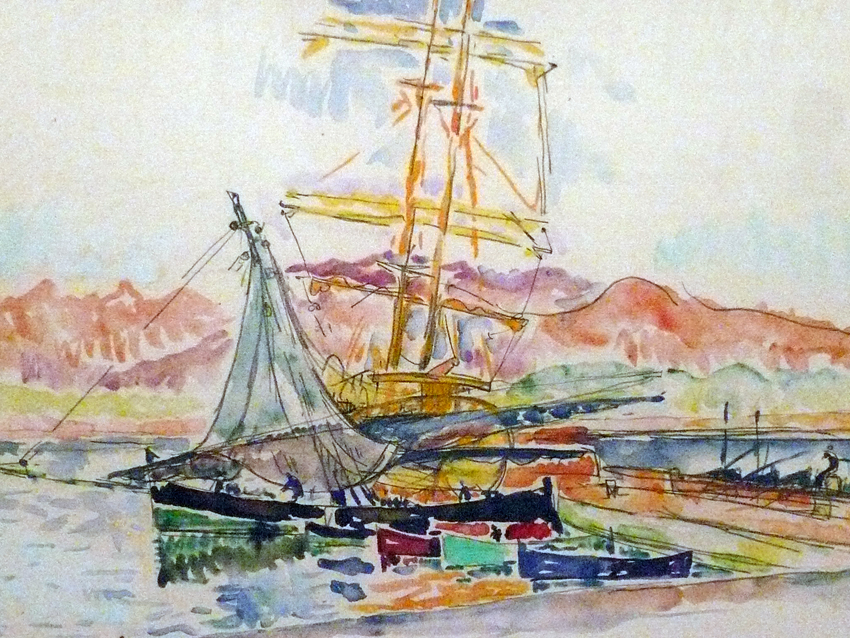
Paysage corse (Ajaccio) (1935), crayon et aquarelle, musée Albert-André, Bagnols-sur-Cèze.

### Collections publiques
Avec plus de cinquante musées disposant d'œuvres dans leurs fonds, Paul Signac fait partie des artistes français particulièrement présents dans les collections du monde entier. Au-delà des peintures et aquarelles indiquées ci-dessous, on y trouve aussi beaucoup de dessins et de lithographies, comme l'Application du Cercle chromatique de M.Charles Henry, qui ont contribué à une grande diffusion de son œuvre et de son approche artistique.
Sont indIqués ci-dessous, les musées permettant d'accéder aux œuvres en ligne sur leur site internet ou sur des sites auxquels ils participent. Listes non exhaustives. Les sources indiquées donnent accès à la visualisation des œuvres. Les lieux sont classés par ordres alphabétiques (pays puis ville et noms).

#### Afrique du Sud
Johannesburg Art Gallery
- La Rochelle, sortie du port 1912 huile sur toile 71,4 × 100,2 cm[24]

#### Allemagne
Berlin, Staatliche Museen
- Nature morte avec livre et oranges 1883 huile sur toile 32,5 × 46,5 cm[25]
- Maisons dans un site de villégiature dans le sud 1895 aquarelle et graphite 17,1 × 21,7 cm[26]
- Bosquet d'arbres au bord de l'eau 1900 aquarelle et graphite 10,7 × 17,2 cm[27]
- Paysage fluvial avec cabanes et arbres 1900 aquarelle et graphite 17,4 × 25,0 cm[28]
- Paysage fluvial avec remorqueurs et barges 1900 aquarelle et graphite 10,7 × 17,2 cm[29]
- La Seine avec le Trocadero et le pont de Passy à Paris vers 1910 aquarelle et graphite 27,5 × 34,4 cm[30]
- Ponts sur la Seine vers 1929 aquarelle et graphite sur papier brun 16,7 × 23,2 cm[31]

Cologne, Wallraf-Richartz Museum und Fondation Corboud
- Saint-Tropez, calme (1895) huile sur bois 18,5 × 27 cm[32]
- Capo di Noli (1898) huile sur toile 93,5 × 75 cm[17]

Essen, Museum Folkwang
- Saint-Cloud 1900 huile sur toile 65 × 81,2 cm[33]
- Marseille, vieux port 1907 aquarelle 29,6 × 43 cm[34]
- Venise. Quai à la Giudecca 1908 aquarelle 27,4 × 41,8 cm[35]
- Voiliers à Venise 1908 aquarelle 30,5 × 45,7 cm[36]
- Grue sur la Seine 1910 aquarelle 26,5 × 41 cm[37]
- Pont sur la Seine 1912 aquarelle 22,7 × 30,7 cm[38]
- Cathédrale d'Albi 1912 aquarelle 46 × 59,8 cm[39]
- Le Pont des Arts 1912 huile sur toile 81 × 100,1 cm[40]
- La Tour Rose, Marseille 1913 huile sur toile 72,9 × 91,8 cm[41]

Francfort, Städel Museum
- Venise, le Grand Canal 1904 aquarelle et graphite 26,2 × 40,2 cm[42]

Hanovre, Niedersächsisches Landesmuseum
- Venise, brume 1908 huile sur toile 65,3 × 81 cm[43],[44]

Mannheim, Kunsthalle
- Voiliers à Saint-Tropez (non daté) aquarelle, pierre noire sur papier vergé 27,7 × 42,4 cm[45]

Munich, Bayerische Staatsgemäldesammlungen - Neue Pinakothek
- La Seine près de Samois (étude) 1899 huile sur carton 26,9 × 34,8 cm[46]
- La Seine près de Samois (étude) 1899 huile sur carton 27,0 × 34,7 cm[47]
- La Seine près de Samois (étude) 1899 huile sur carton 26,8 × 34,9 cm[48]
- La Seine près de Samois (étude) 1899 huile sur carton 26,9 × 34,7 cm[49]
- S. Maria della Salute vers 1904 huile sur toile 73,5 × 92,5 cm[50]

Remagen, Arp Museum Bahnhof Rolandseck
- La Mer, opus 211 1890 huile sur toile 65 × 81,5 cm[51]

Saarbrücken, Saarlandmuseum
- Port-en-Bessin. Le 14 juillet 1884 huile sur toile 46,4 × 65 cm[52]

Stuttgart Staatgalerie
- Le Port de Portrieux 1888 huile sur toile 61 × 92 cm[53]
- La Seine à Samois, Étude no 13 1899-1900 huile sur toile sur carton 26,7 × 34,5 cm[54]

Wuppertal, Von der Heydt-Museum
- Voiliers dans le port de Saint-Tropez (1893) huile sur toile 56 × 46,5 cm[55]

#### Australie
Melbourne, National Gallery of Victoria
- Les Gazomètres, Clichy 1886 huile sur toile 65 × 81 cm[56]

#### Autriche
Vienne, musée Albertina
- La Corne d'or, brume 1907 huile sur toile 65 × 80 cm[57]
- Venise, le nuage rose (Mouillage à la Giudecca) 1909 huile sur toile 73 × 92 cm[58]
- Antibes, les tours 1911 huile sur toile 66 × 82,3 cm[59]
- Antibes, orage 1919 huile sur toile 46 × 55 cm[60]
- Le Havre avec nuages de pluie années 1920 aquarelle et graphite 30,4 × 45,3 cm[61]
- Nature morte avec des fleurs (Fleurs dans un pot avec des protubérances sur une table, une pile de livres sur la gauche) années 1920 aquarelle et graphite 22 × 23,5 cm[62]
- Saint-Paul-de-Vence vers 1921 aquarelle et graphite 28,4 × 44,7 cm[63]
- Vue sur Montauban sous la pluie vers 1922 aquarelle et graphite 27,8 × 37,4 cm[64]
- Rodez 1923 aquarelle et graphite 24,6 × 30,6 cm[65]

#### Belgique
Bruxelles, musées royaux des Beaux-Arts de Belgique
- La Calanque 1906 huile sur toile 73 × 93 cm[66]
- Le Vieux Port de Saint-Tropez date non mentionnée crayon conté, aquarelle sur papier 29,7 × 44,5 cm[67]

#### Canada
Toronto, Art Gallery of Ontario
- Le Place de Huelgoat 1922 aquarelle, gouache et crayon 27,1 × 33,3 cm[68]
- Port de Bretagne vers 1924 aquarelle et crayon 19,3 × 36,4 cm[69]

#### Danemark
Copenhague, Ny Carlsberg Glyptotek
- Écluse à Sannois 1902 huile sur toile 46 × 55 cm[70]

Copenhague, Statens Museum for Kunst
- Le Port de Saint-Tropez avec un torpilleur vers 1897 aquarelle 13 × 19,1 cm[71]
- Vue sur le port de Boulogne-sur-Mer 1903 aquarelle 13,6 × 21,9 cm[72]
- Bateaux de pêche à Venise 1904 aquarelle 25,4 × 20,2 cm[73]
- Le Pont Mirabeau, tas de sable 1910 aquarelle 26,9 × 41,2 cm[74]
- Le Port d'Antibes 1913-1919 aquarelle 11,4 × 15,6 cm[75]
- Saint Tropez. Le Cabanon 1918 aquarelle 24,6 × 32,1 cm[76]
- Bateaux de pêche dans le port de Locmalo 1922-1923 aquarelle 25,5 × 42,3 cm[77]
- Le Clocher de Viviers 1928 aquarelle 17 × 10,5 cm[78]
- Voiliers dans le port de Barfleur 1928-1931 aquarelle 22,2 × 44,4 cm[79]
- Deux Bateaux de pêche à l'entrée du port de Granville 1929-1932 aquarelle 21,2 × 30,2 cm[80]

#### Espagne
Madrid, Museo Nacional Thyssen-Bornemisza
- Port-en-Bessin, la plage 1884 huile sur toile 46 × 64,5 cm[81]

#### États-Unis
Baltimore Museum of Art
- Quai à Clichy 1887 huile sur toile 46,4 × 65,4 cm[82]
- Le Port du Trieux 1925 aquarelle 20,8 × 26,9 cm[83]

Boston, Museum of Fine Arts
- Vue de la Seine à Herblay 1889 huile sur toile 33,3 × 46,4 cm[84]
- Le Port de Saint-Cast 1890 huile sur toile 66 × 82,5 cm[85]
- Quai le long de la Seine, Paris 1922 aquarelle et graphite 26,6 × 41,6 cm[86]
- Village perché de Provence 1923 aquarelle et graphite 26,6 × 41,4 cm[87]

Cambridge (Massachusets), Harvard Art Museums
- La Rochelle 1922 (?) aquarelle et graphite 27,5 × 43,1 cm[88]

Chapel Hill, Ackland Art Museum, The University of North Carolina
- Entrée du port de Marseille vers 1905 aquarelle et pierre noire 10,4 × 18,5 cm[89]

Chicago, Art Institute
- Les Andelys, côte d’aval 1886 huile sur toile 60 × 92 cm[90]
- Notre-Dame 1910 aquarelle, graphite, sur papier vergé blanc collé sur papier vélin blanc 26,5 × 38,9 cm[91]
- Port-Louis, Lomalo 1922 aquarelle, crayon noir et touches de gouache, sur papier vélin chamois, marouflée sur papier vélin beige, marouflée sur papier vélin blanc cassé 24,6 × 39,5 cm[92]

Cleveland Museum of Art
- Le Trieux 1925 aquarelle et graphite 30 × 45,9 cm[93]
- Bateau dans le port vers 1929-1931 aquarelle 24,8 × 19,1 cm[94]

Dallas Museum of Art
- Comblat-le-Château, le pré, Opus 161 (1887) huile sur toile 66,4 × 82,5 cm[95]

Denver Art Museum
- Le Bateau (non daté) huile et gouache sur papier 27,9 × 37,5 cm[96]

Des Moines Art Center
- Lac d'Annecy (1919) aquarelle 29,5 × 43,3 cm[97]

Detroit Institute of Arts
- Port-Louis 1922(?) aquarelle, graphite et crayon noir sur papier vergé blanc cassé collé sur papier vélin beige et crème 30,5 × 45,4 cm[98]
- La Seine (non daté) crayon noir et aquarelle sur papier vélin blanc cassé, collé sur une feuille de papier vélin crème, puis sur une feuille de papier vélin blanc cassé épais 25,4 × 40,6 cm[99]

Huntington Museum of Art
- Port (non daté) aquarelle et crayon 25,4 × 39,4 cm[100]

Kansas City, The Nelson-Atkins Museum of Art
- Le Château Gaillard, vue depuis ma fenêtre, Petit-Andely 1886 huile sur toile 44,9 × 64,9 cm[101]
- Portrieux, les cabines de bain, Opus 185 (Baie de la Comtesse) 1888 huile sur toile 33,3 × 46,4 cm[102]

Los Angeles County Museum of Art
- Saint-Tropez: soleil du soir 1894 aquarelle et graphite 27 × 21 cm[103]
- Lézardrieux: la côte 1924 fusain et aquarelle 30,2 × 45,1 cm[104]

Minneapolis Institute of Art
- Neige, boulevard de Clichy, Paris 1888 huile sur toile 48,1 × 65,6 cm[105]
- Portrait de Maximilien Luce vers 1890 aquarelle et gouache sur papier 14 × 12 cm[106]
- Bateaux de pêche à La Rochelle vers 1919-1921 graphite, aquarelle et blanc opaque 27,3 × 40,5 cm[107]
- Bénédiction des thonniers à Groix 1923 huile sur toile 71,8 × 90,2 cm[108]
- Sur le Bord du fleuve (non daté) aquarelle et pierre noire 27,9 × 38,7 cm[109]

New York, The Metropolitan Museum of Art
- Place de Clichy 1887 huile sur bois 27,3 × 35,6 cm[110]
- Collioure. La plage de la ville 1887 huile sur toile 62,9 × 80 cm[111]
- La Jetée à Cassis 1889 huile sur toile 46,4 × 65,1 cm[112]
- Concarneau. Calme du soir 1891 huile sur toile 64,8 × 81,3 cm[113]
- Notre-Dame-de-la-Garde (La Bonne-Mère), Marseille 1905-1906 huile sur toile 88,9 × 116,2 cm[114]
- Rotterdam 1906 crayon et aquarelle 25,4 × 40,6 cm[115]
- Vue de la Seine, Samois vers 1906 fusain et aquarelle 12,7 × 24,7 cm[116]
- Venise vers 1908 mine de plomb et aquarelle sur papier 25,6 × 40,2 cm[117]
- Nature morte à la cruche 1919 crayon et aquarelle 30,2 × 44,8 cm[118]
- La Vogue vers 1920 craie noire et aquarelle 15,3 × 28,7 cm[119]
- La Rochelle vers 1920-1928 crayon et aquarelle 25,7 × 40,2 cm[120]
- Petit-Andely, le bord du fleuve vers 1920-1929 crayon et aquarelle 26,5 × 43 cm[121]
- Remorqueur au Pont-Neuf, Paris 1923 crayon et aquarelle 25,7 × 40,6 cm[122]
- Le Fleuve à Rouen 1924 crayon, craie noire et aquarelle 34 × 47,9 cm[123]
- Phare à Groix 1925 huile sur toile 74 × 92,4 cm[124]
- Concarneau 1925 craie noire et aquarelle 27,8 × 40,1 cm[125]
- Quais à Saint-Malo 1927 crayon et aquarelle 30,1 × 43,9 cm[126]
- Morlaix, entrée de la rivière 1927 crayon et aquarelle 27,7 × 43 cm[127]
- Le Pouliguen: bateaux de pêche 1928 mine de plomb et aquarelle sur papier 27,5 × 43,3 cm[128]
- Le Croisic 1928 crayon et aquarelle 27,1 × 43,3 cm[129]
- Le Croisic 1928 aquarelle sur graphite et craie blanche 25 × 40,8 cm[130]
- Paris: la place Dauphine 1928 crayon et aquarelle 27,8 × 43,2 cm[131]
- Le Pont-Neuf, Paris 1928 crayon et aquarelle 27,5 × 43,3 cm[132]
- Quilleboeuf vers 1928 crayon et aquarelle 25,2 × 38,6 cm[133]
- Vue des Sables-d'Olonne vers 1929 crayon et aquarelle 27,8 × 43,4 cm[134]
- Paris: le Pont-Royal et la gare d'Orsay vers 1929-1930 crayon et aquarelle 28,8 × 43,3 cm[135]

New York, Museum of Modern Art
- Portrait de Félix Fénéon 1890 huile sur toile 73,5 × 92,5 cm[136]
- Soleil couchant. Pêche à la sardine 1890 huile sur toile 65 × 81 cm[137]
- Albenga vers 1896 aquarelle 11,1 × 19 cm[138]
- Phare vers 1896 aquarelle et fusain sur papier 13,6 × 16,5 cm[139]
- Les Alyscamps, Arles 1904 aquarelle et fusain sur papier 40,6 × 26,7 cm[140]

Norfolk, Chrysler Museum of Art
- La Lagune de Saint-Marc, Venise (1905)[141]

Pasadena, Norton Simon Museum
- La Seine aux Andelys 1886 huile sur toile 45,7 × 64,8 cm[142]

Philadelphie, Barnes Foundation
- La Rochelle vers 1911 aquarelle et fusain sur papier vergé 28,9 × 44,1 cm[143]
- La Rochelle vers 1911 aquarelle et fusain sur papier vergé 28,6 × 40,6 cm[144]
- Antibes 1918 aquarelle et fusain sur papier vergé 30,2 × 42,9 cm[145]
- Genève 1919 aquarelle avec tracés au crayon sur papier vélin fin 19,7 × 29,2 cm[146]
- Rouen début années 1920 aquarelle au crayon sur papier vélin fin 28,2 × 41 cm[147]

Pittsburgh, Carnegie Museum of Art
- Place des Lices, Saint-Tropez 1893 huile sur toile 65,4 × 81,9 cm[148]

San Diego Museum of Art
- Rolleboise 1910 crayon et aquarelle sur papier fixé sur panneau 26,5 × 42,2 cm[149]
- Lézardrieux 1927 aquarelle 21,7 × 27,9 cm[150]

Santa Barbara Museum of Art
- Antibes 1914 aquarelle 27,3 × 39,7 cm[151]
- Croix-de-Vie 1920 aquarelle, fusain et crayon 27,9 × 41,6 cm[152]

Seattle Art Museum
- Viviers, vallée du Rhône (non daté) aquarelle, crayon, pierre noire sur papier 26,6 × 25,1 cm[153]

Stanford University, Cantor Art Center
- Scène de port vers 1920-1930 aquarelle 20 × 28 cm[154]

Toledo Museum of Art
- Entrée du Grand Canal, Venise 1905 huile sur toile 73,5 × 92,1 cm[155]

Washington, National Gallery of Art
- Calanque à Saint-Tropez 1906 aquarelle et graphite 28 × 43,7 cm[156]
- Saint-Tropez 1906 aquarelle, gouache et pierre noire[157]
- La Rochelle 1930 aquarelle et pierre noire 29,7 × 45,7 cm[158]
- La Rochelle (pas de date mentionnée) aquarelle et pierre noire 27,6 × 42,2 cm[159]
- Petit-Andely (pas de date mentionnée) aquarelle et pierre noire sur papier marouflé sur carton 29,7 × 43,5 cm[160]
- Pont-Neuf, Paris (pas de date mentionnée) aquarelle et pierre noire 29,2 × 45,4 cm[161]

#### Finlande
Helsinki, musée d'Art Ateneum
- St Julien-Beauchêne (1914) aquarelle 31 × 43 cm[162]
- Antibes (non daté) huile sur toile 54,5 × 65 cm[163]

#### France
Bagnols-sur-Cèze, musée Albert-André
- Écluse à Samois 1910 aquarelle 42,3 × 48,2 cm[164]
- Pont du Louvre 1928 aquarelle 37 × 43,2 cm[165]
- Le Vieux Port de Marseille 1931 aquarelle, dessin au crayon noir 54 × 75 cm[166]
- Paysage de Corse 1935 aquarelle, dessin au crayon noir 54 × 75 cm[167]

Besançon, musée des Beaux-Arts et d'Archéologie
- Auxerre 1903 crayon et aquarelle 17,4 × 25,2 cm[168]
- Le Bord de la Seine à Bercy ou le tas de sable 1905 crayon et aquarelle sur papier jaune 16,4 × 25 cm[169]
- Overschie 1906 crayon et aquarelle 17 × 24,6 cm[170]
- Nice, le Paillon 1921 crayon et aquarelle 19,8 × 27,3 cm[171]
- Le Pont des Arts 1924 crayon et aquarelle 26,7 × 42,2 cm[172]
- Rouen 1924 crayon et aquarelle 27,9 × 42,5 cm[173]
- Le Chevet de Notre-Dame de Paris 1925 crayon et aquarelle 24,4 × 18,2 cm[174]
- Cherbourg, vue de la gare maritime 1931 crayon et aquarelle 28,5 × 44,5 cm[175]
- Fécamp 1934 crayon et aquarelle 28,5 × 44 cm[176]

Chambéry, musée des Beaux-Arts
- La Seine à Paris 1927 aquarelle 48 × 59,5 cm[177]

Cherbourg-en-Cotentin, musée Thomas Henry
- Avant-port de Cherbourg, 1932, aquarelle, gouache et fusain sur papier, 21,8 × 33 cm[178]
- Le Phare de Gatteville, vers 1932-1934, aquarelle et crayon noir sur papier, 11 × 17,5 cm[179]
- Le Phare de Gatteville, 1934, huile sur carton, 17,7 × 32,6 cm[réf. nécessaire][180]

Giverny, musée des Impressionnismes Giverny
- Étude Port-en-Bessin (étude no 5, l'avant-port), 1882, huile sur toile, 32 × 55,5 cm
- La Trinité, 1929, graphite et aquarelle sur papier, 28,3 × 43 cm
- Barfleur (carton préparatoire pour le tableau éponyme FC 596), 1931, lavis d'encre de Chine sur papier, 73 × 92 cm

Granville, musée d'Art moderne Richard Anacréon
- Le Lavandou, 1897, aquarelle et encre sur papier, 22 × 27 cm[182]
- Granville, 1922, aquarelle sur papier[183]
- Paimpol, 1927, aquarelle, crayon et gouache blanche sur papier, 31 × 45 cm[184]
- Le Fort d'Antibes, 1935, lavis d'encre sur papier, 36 × 45 cm[185]

Grenoble, musée de Grenoble
- Saint-Tropez. Soleil couchant sur la ville vers 1896 huile sur bois 16 × 25 cm[186]
- Le Sentier de douane 1905 huile sur toile 72 × 92,5 cm[187]
- Quai d'Austerlitz 1910 crayon graphite et aquarelle sur papier vergé crème 27,6 × 41,7 cm[188]
- Saint-Tropez 1915 crayon graphite, plume et encre brune et aquarelle sur papier vélin blanc (papier à lettres) 27 × 21,3 cm[189]

Marseille, musée Cantini
- L'Entrée du port de Marseille 1911 huile sur toile 116,7 × 162 cm[190]
- Marseille vers 1930 aquarelle 28,5 × 43 cm[191]

Nancy, musée des Beaux-Arts
- Le Port de La Rochelle 1915 huile sur toile 46,5 × 55 cm[192]

Nantes, musée d'Arts
- Le Phare d'Antibes 1909 huile sur toile 46 × 55 cm[193]

Paris, musée Carnavalet
- Le Moulin de la Galette à Montmartre 1884 huile sur toile 33,5 × 25,5 cm[194]
- Le Pont des Arts 1928 huile sur toile 45,5 × 116 cm[195]

Paris, musée des Beaux-Arts de la Ville de Paris
- Le Pont des Arts 1910 aquarelle, graphite 20,5 × 28,2 cm[196]

Paris, musée Marmottan Monet
- Venise 1908 aquarelle 19,2 × 25 cm[197]
- Le Pont Valentré à Cahors 1912 aquarelle, gouache (rehaut) 26 × 38,5 cm[198]
- Rouen aquarelle 28,5 × 40 cm[199]

Paris, musée d'Orsay
- Route de Gennevilliers 1883 huile sur toile 73,5 × 92 cm[200]
- Les Andelys, la berge 1886 huile sur toile 65,3 × 81,5 cm[201]
- Herblay, brouillard 1889 huile sur toile 33,2 x 55,1[202]
- Femme sous la lampe 1890 huile sur bois 26,1 × 16,6 cm[203]
- Femmes au puits. Esquisse I 1892 huile sur bois 26,5 × 35 cm[204]
- Femmes au puits. Esquisse II 1892 huile sur bois 26 × 40 cm[205]
- Femmes au puits. Esquisse III (recto) ; Vue du port de Saint-Tropez (verso) 1892 huile sur bois 35 × 27,5 cm[206]
- Femmes au puits 1892 huile sur toile 194,5 × 130 cm[207]
- Femme à l'ombrelle 1893 huile sur toile 81 × 65 cm[208]
- La Bouée rouge 1895 huile sur toile 81,2 × 65 cm[209]
- Le Démolisseur entre 1897 et 1899 huile sur toile 251,0 × 150,5 cm[210]
- La Voile verte (Venise) 1904 huile sur toile 65,2 × 81,2 cm[211]
- La Mosquée de Soliman à Constantinople vers 1907 aquarelle, dessin au crayon noir 13,9 × 19,9 cm[212]
- Avignon, soir (Le château des Papes) 1909 huile sur toile 73,3 × 91,9 cm[213]
- Bateaux de pêche dans le port de Lorient 1920-1929 aquarelle, dessin au crayon noir 29,9 × 44,7 cm[214]
- Entrée du port de La Rochelle 1921 huile sur toile 130,5 × 162 cm[215]
- Vue de Bayonne 1929 aquarelle, dessin au crayon gras 28 × 42 cm[216]
- Vue de la Seine en crue au pont des Arts, vers 1931, aquarelle, dessin au crayon gras, dessin au crayon noir 27,6 × 43,6 cm[217]
- Bateaux dans le port d'Ajaccio 1935 aquarelle, mine de plomb 28 × 43 cm[218]
- Bateaux dans le port d'Ajaccio 1935 dessin au crayon noir, encre noire, rehauts de couleur 29 × 43,5 cm[219]

Saint-Malo, musée d'Histoire de la ville et d'Ethnographie du pays malouin
- Saint-Malo, le pardon des terre-neuvas, 1928, huile sur toile 96 × 77 cm[220]

Saint-Tropez, musée de l'Annonciade
- Étude pour Le Temps d'harmonie 1893-1895 aquarelle 25 × 15,5 cm[221]
- Saint-Tropez, l'Orage 1895 huile sur toile 46,5 × 55 cm[222]
- Vue de Saint-Tropez, coucher de soleil au bois de pins 1896 huile sur toile 65 × 81 cm[223]
- Vue de Saint-Tropez vers 1896 aquarelle 11,5 × 16,5 cm[224]
- Saint-Tropez, les pins parasols aux Canoubiers 1897 huile sur toile 65,1 × 80,5 cm[225]
- L'Entrée du port de Saint-Tropez au soleil couchant 1899 aquarelle 18 × 25,5 cm[226]
- Saint-Tropez, le quai 1899 huile sur toile 65,4 × 81,5 cm[227]
- Saint-Tropez, le sentier côtier vers 1901 aquarelle 42,2 × 27 cm[228]
- Marseille, barques de pêche ou le Fort Saint-Jean 1907 huile sur toile 50,5 × 61,5 cm[229]
- La Pièce d'eau de la maison de Cézanne au Jas de Bouffan 1920 aquarelle 30 × 45 cm[230]
- Thoniers dans un port de Bretagne Sud (Concarneau) 1924-1927 aquarelle 29 × 44 cm[231]
- Le Pouliguen 1928 aquarelle 29,5 × 40,5 cm[232]
- Bourg Saint-Andéol 1930 aquarelle 29,5 × 44 cm[233]
- Sisteron 1930 aquarelle 29 × 44 cm[234]
- Paysage, St-Paul de Vence vers 1930 aquarelle 29,5 × 44 cm[235]
- Toulon 1931 aquarelle 29,5 × 44 cm[236]
- Cherbourg 1932 aquarelle 29,2 × 45,2 cm[237]

Strasbourg, musée d'Art moderne et contemporain
- Le Cargo au port du Louvre 1913 pierre noire et aquarelle 28,7 × 42,2 cm[238]
- Antibes, le soir 1914 huile sur toile 73 × 92 cm[239]

Toulouse, Fondation Bemberg
- Arbres en fleurs 1896 huile sur toile[240]
- Le Clocher de Saint-Tropez 1896 huile sur toile 79,2 × 63,6 cm[241]

#### Hongrie
Budapest, Szépművészeti Múzeum
- Les Bords de la Seine près de Samois 1900 aquarelle 27,7 × 40,4 cm[242]
- Antibes 1910 aquarelle 30,2 × 42,6 cm[243]

#### Irlande
Dublin, National Gallery of Ireland
- La Terrasse, Saint-Tropez 1898 huile sur toile 72,5 × 91,5 cm[244]

#### Japon
Hakone, musée d'Art Pola
- Le Bassin de chasse 1896 huile sur toile 41,1 × 55 cm[245]
- Pont à Auxerre 1902 huile sur toile 73,2 × 92,2 cm[246]
- Les Sables d'Olonne 1929 aquarelle 28,4 × 40,1 cm[247]

Hiroshima Museum of Art
- Gourvelo, Portrieux 1888 huile sur toile 46,2 × 55,5 cm[248]
- Le Pont-Neuf, Paris 1931 huile sur toile 73 × 92 cm[248]

Matsue, Shimane Art Museum
- Rotterdam, les fumées 1906 huile sur toile 73 × 92 cm[249]

Tokyo, musée national de l'Art occidental
- Locmalo fin 19e aquarelle sur crayon sur papier 20 × 30 cm[250]
- Phare fin 19e aquarelle sur crayon sur papier 20 × 30 cm[250]
- Le Port de Saint-Tropez 1901-1902 huile sur toile 131 × 161,5 cm[250]
- Bateaux de pêche début 20e aquarelle crayon et gouache 28 × 44 cm[250]
- Honfleur début 20e aquarelle crayon et gouache 28 × 38 cm[250]

#### Mexique
Mexico, museo Soumaya
- Rue à Viviers, 1928, aquarelle 27,4 × 43,4 cm[251]

#### Norvège
Oslo, Nasjonalmuseet
- Canal de Venise avec San Giorgio Maggiore, non daté, aquarelle 25,4 × 7,2 cm[252]

#### Pays-Bas
Amsterdam, musée Van Gogh
- Embranchement de chemin de fer près de Bois-Colombes 1885-1886 huile sur toile 46,5 × 65,5 cm[253]
- Le Ponton de la Félicité à Asnières 1886 huile sur toile 33,4 × 46,7 cm[254]

Otterlo, musée Kröller-Müller
- Port-en-Bessin, La Valleuse 1884 huile sur toile 45,8 × 64,5 cm[255]
- La Salle à manger, Opus 152 1886 - 1887 huile sur toile 89,5 × 116,5 cm[256]
- Collioure, le clocher, Opus 164 1887 huile sur toile 33 × 46 cm[257]
- Portrieux, le phare, Opus 183 1888 huile sur toile 46 × 65 cm[258]
- Portrieux. La jetée, temps gris 1888 huile sur toile 46 × 65 cm[259]
- Vue sur Cère (Cantal) 1897 - 1900 huile sur toile 46,1 × 55,2 cm[260]
- Les Deux Cyprès, Opus 241 (mistral) 1893 huile sur toile 81,5 × 65,5 cm[261]
- Étude pour 'Au Temps d'harmonie' 1893 - 1895 craie sur papier 33 × 34,6 cm[262]
- Entrée du port de Marseille 1898 huile sur toile 46 × 55 cm[263]
- Mantes 1899 ou 1900 huile sur toile 46 × 55 cm[264]
- Rotterdam. Le moulin. Le canal. Le matin 1906 huile sur toile 46 × 54,5 cm[265]
- Vue du port de la Rochelle vers 1911-1922 craie et aquarelle sur papier 27 × 40 cm[266]
- Antibes: pointe Bacon 1919 craie et aquarelle sur papier 26 × 41,4 cm[267]

La Haye, Kunstmuseum
- Cassis, cap Lombard 1889 huile sur toile 83,5 × 99,8 cm[268]

Rotterdam, musée Boijmans Van Beuningen
- Vue de port, Saint-Briac 1885 huile sur toile 46 × 65 cm[269]
- Le Port de Rotterdam 1907 huile sur toile 87 × 114 cm[270]

#### Pologne
Varsovie, musée national
- Antibes, matin 1914 huile sur toile 80 × 120 cm

#### Roumanie
Bucarest, musée national d'Art
- Vue d'Antibes 1917 dessin au crayon Conté, gouache sur papier vergé 39,2 × 27,7 cm[271]

#### Royaume-Uni
Cambridge, The Fitzwilliam Museum
- Entrée du port, Portrieux (date non mentionnée) huile sur panneau 15,1 × 25,1 cm[272]
- Bateaux de pêche (date non mentionnée) fusain, aquarelle et gouache sur papier 20,2 × 27,8 cm[273]

Glasgow, Kelvingrove Art Gallery and Museum
- Grue à charbon, Clichy 1884 huile sur toile 59 × 91,4 cm[274]
- Coucher de soleil, Herblay, Opus 206 1889 huile sur toile 57.1 x 90[275]

Leeds Art Gallery
- La Route de Pontoise (L'Embranchement de Bois-Colombes) 1886 huile sur toile 33 × 47 cm[276]

Londres, The Courtauld Gallery
- Saint-Tropez vers 1893 huile et graphite sur panneau 18,8 × 27,1 cm[277]
- Nature morte avec pastèque 1918 aquarelle 34,4 × 39 cm[278]

#### Russie
Moscou, musée Pouchkine
- Bord sablonneux de la mer (1890) 65 × 81 cm[279]
- Le Pin, Saint-Tropez (1909) 72 × 92 cm[280]

Saint-Pétersbourg, musée d'État de l'Ermitage
- Le Port de Marseille 1907 huile sur toile 46 × 55 cm[281]

#### Suisse
Bâle, Kunstmuseum
- Square Saint-Pierre 1883-1884 huile sur toile 65,4 × 54 cm[282]

Zürich, Sammlung Emil G.Bührle
- Les Modistes 1885-1886 huile sur toile 116 × 89 cm[283]
- Canal de la Giudecca, Matin (Santa Maria della Salute) 1905 huile sur toile 65 × 81 cm[284]

#### République tchèque
- Prague, Galerie nationale
  - L'Hirondelle sur la Seine 1901 huile sur toile 74 × 92,5 cm[285]

## Distinctions et hommages
- Commandeur de la Légion d'honneur ;
- (8239) Signac, astéroïde.

#### Notices
- « 22-04-1911 Illustration des Hommes du jour », Dictionnaire biographique, mouvement ouvrier, mouvement social, Le Maitron,
- « Notice biographique », L'Éphéméride anarchiste